# 바르가와타
바르가와타(Barghawāṭah)는 8 ~ 11세기 오늘날의 모로코의 대서양 연안에 존재했던 베르베르인 유목 부족들의 연맹체였다. 타리프 알마트가리(طريف المطغري)의 주도로 우마이야 칼리파국에 대항한 모로코의 카리지파 베르베르인 반란에 동참하여 744년 독립 정체를 세웠다.